# 多布罗沃利斯科耶农村居民点
多布罗沃利斯科耶农村居民点（俄语：Добровольское сельское поселение）是俄罗斯联邦沃罗涅日州波沃里诺区所属的一个农村居民点。其下辖有4个居民点，行政中心为十月镇。据2016年统计，该农村居民点的人口为696人。